# جبل المنطار (طولكرم)
جبل المنطار، ويُلقب بـحارس طولكرم، وهو جبل يقع في مدينة طولكرم وتحديدًا عند مدخل المدينة من جهة الشرق، يحيط بالجبل كل من مدينة طولكرم وبلدتي بلعا وعنبتا، وتلتف الأحراش في محيط الجبل. يطل الجبل على كامل مدن السهل الساحلي الفلسطيني والبحر الأبيض المتوسط. شهد الجبل أول وأكبر المعارك التاريخية، حيث دارت فيه معركة ثورة عام 1936م (معركة المنطار) بقيادة القائد السوري فوزي القاوقجي والقائد الفلسطيني عبد الرحيم الحاج محمد، واستخدم البريطانيون الطائرات في المعركة لأول مرة.

## معركة المنطار التاريخية
جرت هذه المعركة بتاريخ 3 سبتمبر 1936 بين الثوار والجيش البريطاني، حيث تحصن الثوار في أعلى قمة الجبل، وقاموا بشن الضربات من القمة نحو القوات البريطانية الموجودة على الطريق الرئيسي أسفل الجبل، ونظرًا للارتفاع العالي وصعوبة وصول الجنود البريطانيين إلى قمة الجبل؛ اضطرت القوات البريطانية لاستخدام الطائرات لأول مرة، وقد نجح الثوار في إسقاط طائرتين بريطانيتين مما أدى لمقتل طاقمها على الفور، كما قتل وأصيب عدد آخر من الجنود البريطانيين عدا عن تكبيد القوات البريطانية خسائر فادحة. كما استشهد عدد من الثوار العرب والفلسطينيين.

## متحف ومنتجع المنطار[1]
أقيم على قمة الجبل منتجع سياحي عُرف بمنتجع المنطار، ويضم المنتجع متحف تاريخي وفندق ومتنزه وحدائق واستراحة، وأصبح الجبل اليوم مقصدًا للزوار من كافة الأماكن.

## حكاية المنطار مع «التيتانيك»
ضمت سفينة «التيتانيك» الشهيرة مجموعة من التجار الفلسطينيين خلال رحلتها في المحيط الاطلسي متوجهة من لندن إلى نيويورك عام 1912، وعندما علم أهالي التجار الفلسطينيين بغرق أبنائهم أقاموا لهم تأبينًا وصنعوا لهم خمسة أجراس، إحدى الأجراس الخمسة موجودة في متحف جبل المنطار، حيث كان قد جرى منح هذه الأجراس لمدارس وكنائس المنطقة لتقرع إحياءًا لذكرى الغرقى.